# The Beast on the Road
The Beast on the Road – trzecia światowa trasa heavymetalowej formacji Iron Maiden, promująca trzeci album studyjny The Number of the Beast wydany w marcu 1982 roku. Trasa należała do najintensywniejszych w historii grupy, była pierwszym ogólnoświatowym objazdem, w którym jako frontman uczestniczył Bruce Dickinson. W ciągu 10 miesięcy (25 lutego – 10 grudnia 1982 r.) grupa odwiedziła 12 państw świata, po raz pierwszy występując w Hiszpanii oraz Australii. Iron Maiden szybko awansowali do hardrockowej ekstraligi, w ramach ogromnej trasy dali 187 koncertów w Ameryce Północnej, Japonii, Australii oraz na Starym Kontynencie, po raz pierwszy prezentując barwną oprawę sceniczną oraz ruchomego, trzymetrowego Eddiego, który pojawiał się na estradzie podczas wykonywania utworu „Iron Maiden”. Od tej pory obecność maskotki zespołu, coraz bardziej rozbudowanej i okazalszej wymiarowo wersji, stanie się stałą atrakcją ich koncertów. Koncerty grupy przyciągały tysiące widzów, jednak pomimo niekwestionowanego sukcesu w Ameryce Północnej, Brytyjczycy występowali jako gość specjalny Rainbow, Scorpions czy Judas Priest.
W związku z kontrowersyjną, demoniczną wymową utworu tytułowego promowanej płyty, nawiązującego do biblijnej wizji apokaliptycznej oraz pojawiających się w refrenie słów „666 – the Number of the Beast”, ultraprawicowe organizacje amerykańskie oskarżyły muzyków o popularyzację satanizmu i szerzenie zepsucia moralnego, na które narażona miała być, słuchająca ich muzyki młodzież. Pomimo nakłaniania do bojkotu koncertów grupy, a nawet organizowanych akcji palenia ich płyt, Iron Maiden byli zapraszani na największe amerykańskie festiwale („Rock Fest 1982”, „Pacific Jam 1982”, „A Day on the Green 1982”), gdzie występowali m.in. na Rich Stadium, Anaheim Stadium, Comskey Park, Oakland Alameda Coliseum, dla audytoriów o rozmiarach od 60 do 100 tys. widzów, wciąż jednak nie będąc główną atrakcją wieczoru.
Rychłą zmianę tego stanu rzeczy zapowiadał występ w roli głównej gwiazdy brytyjskiego „Reading Festival 1982” przed 40 tys. widzów, tudzież kilka koncertów na otwartym powietrzu w Australii. Na tym etapie formacja była już gwiazdą pierwszej wielkości. Po zakończonym koncertem w Nagoii tournée, od zespołu odszedł perkusista Clive Burr, borykający się z problemami zdrowotnymi i źle znoszący trudy przebywania w trasie. Jeszcze w grudniu zastąpił go Nicko McBrain, znany ze współpracy z Patem Traversem, gry w formacji Streetwalkers oraz we francuskiej grupie Trust, zaprzyjaźnionej z Iron Maiden. Zespół wypracował sobie markę najintensywniej koncertującej grupy świata, co znalazło potwierdzenie w kolejnych latach. Koncerty zagrane w 1982 roku wywindowały formację do heavymetalowej ekstraklasy. Tournée „The Beast on the Road” pozwoliło muzykom wystąpić przed około 2,8 mln fanów (przedsprzedaż na poziomie 1,5 mln.), co wówczas stanowiło ogromne osiągnięcie. Trasę „The Beast on the Road 1982” uznano w tamtym czasie za największą w historii rocka.

## Supporty
- Girlschool – USA, Chicago[11].
- Trust – Belgia, Niemcy[11].
- Anvil – Kanada[11].
- Gary Moore – „Reading Festival”[11].
- Tygers of Pan Tang – „Reading Festival”[11].
- Blackfoot – Francja, Holandia, „Reading Festival”[11].
- Krokus – USA, Jackson[11].
- Bullet – Hiszpania, Francja[11].
- The Rods – koncerty w Wielkiej Brytanii[11].
- Heaven – trasa po Australii[11].
- Axe – koncerty jesienne w USA[11].
- Grand Prix – „Reading Festival”[11].
- Boys – Melbourne[11].

## Artyści supportowani przez Iron Maiden
- Scorpions – koncerty w USA i Kanadzie, festiwale amerykańskie[12].
- Judas Priest – koncerty w USA i Kanadzie, festiwale amerykańskie[12].
- Foreigner – koncerty w USA i Kanadzie, festiwale amerykańskie[12].
- 38 Special – koncerty w USA i Kanadzie, festiwale amerykańskie[12].
- Rainbow – koncerty w USA i Kanadzie, festiwale amerykańskie[12].
- Ted Nugent – koncerty w USA i Kanadzie, festiwale amerykańskie[12].
- Loverboy – koncerty w USA i Kanadzie, festiwale amerykańskie[12].

## Setlista

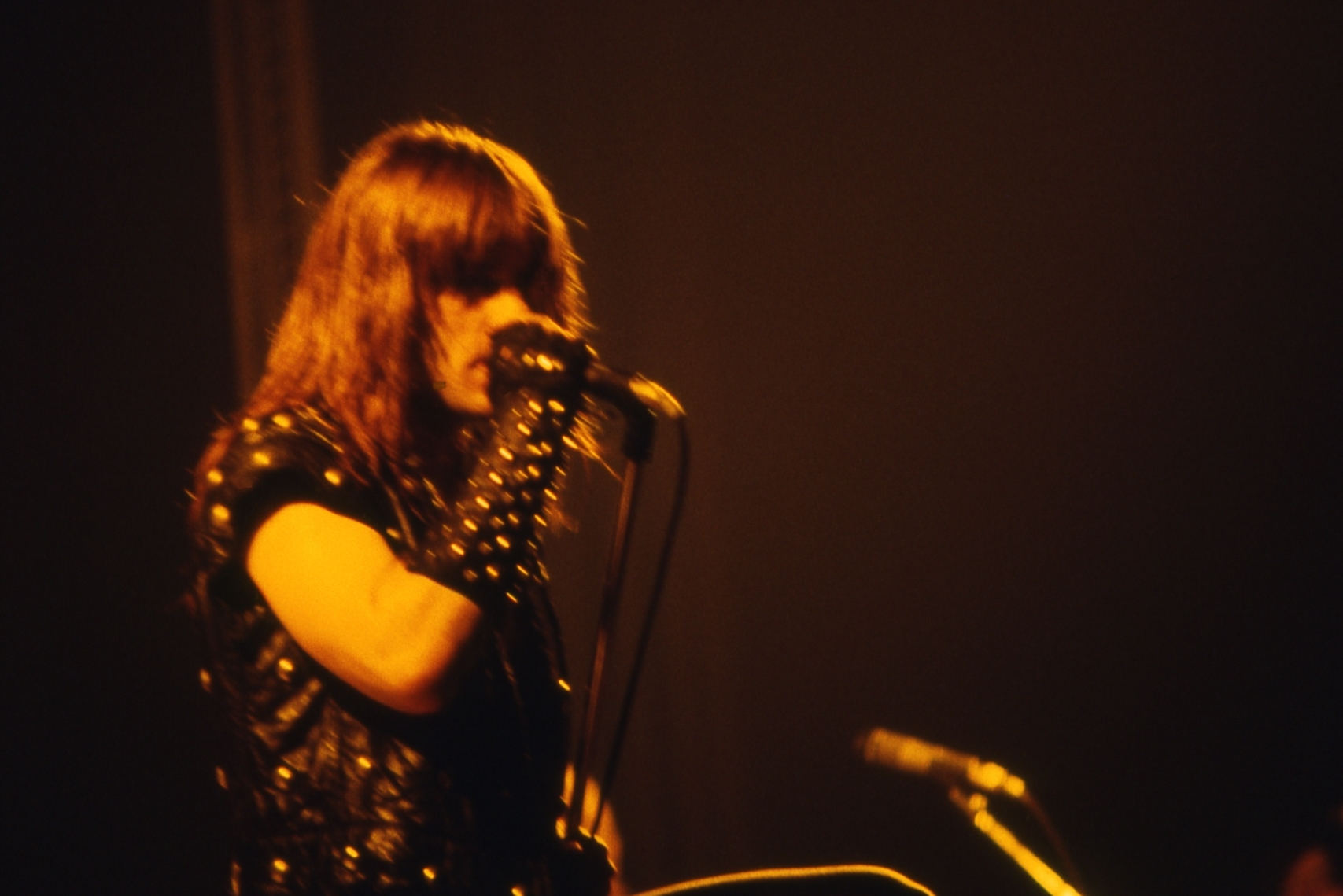
Bruce Dickinson

- Introdukcja: wstęp do pierwszej kompozycji. Wszystkie koncerty trasy[13].

1. „Murders in the Rue Morgue” (z albumu Killers, 1981)
2. „Wrathchild” (z albumu Killers, 1981)
3. „Run to the Hills” (z albumu The Number of the Beast, 1982)
4. „Children of the Damned” (z albumu The Number of the Beast, 1982)
5. „The Number of the Beast” (z albumu The Number of the Beast, 1982)
6. „Another Life” (z albumu Killers, 1981)
7. „Killers” (z albumu Killers, 1981)
8. „22 Acacia Avenue” (z albumu The Number of the Beast, 1982)
9. „Total Eclipse” (Strona „B” singla Run to the Hills, 1982)
10. Drum solo
11. „Transylvania” (z albumu Iron Maiden, 1980)
12. Guitar solo
13. „The Prisoner” (z albumu The Number of the Beast, 1982)
14. „Hallowed Be Thy Name” (z albumu The Number of the Beast, 1982)
15. „Phantom of the Opera” (z albumu Iron Maiden, 1980)
16. „Iron Maiden” (z albumu Iron Maiden, 1980)

Bisy:
1. „Sanctuary” (z albumu Iron Maiden, 1980)
2. „Drifter” (z albumu Killers, 1981)
3. „Running Free” (z albumu Iron Maiden, 1980)
4. „Prowler” (z albumu Iron Maiden, 1980)

Uwagi:
- W ramach bisów na „Reading Festival”, grupa zaprezentowała cover utworu „Tush” z repertuaru ZZ Top[13].
- „I’ve Got the Fire” z repertuaru grupy Montrose wykonywano podczas bisów w Japonii[13].
- „Smoke On The Water” z repertuaru grupy Deep Purple zaprezentowano jako jeden z bisów w Tokio 4 grudnia 1982 roku[13].
- „Total Eclipse” wyłączono z setlisty podczas koncertów w Ameryce Północnej, Australii oraz Japonii[13].
- „Genghis Khan” (z albumu Killers, 1981) zaprezentowano na trasie tylko raz – 11 marca 1982 roku[13].

## Oprawa trasy

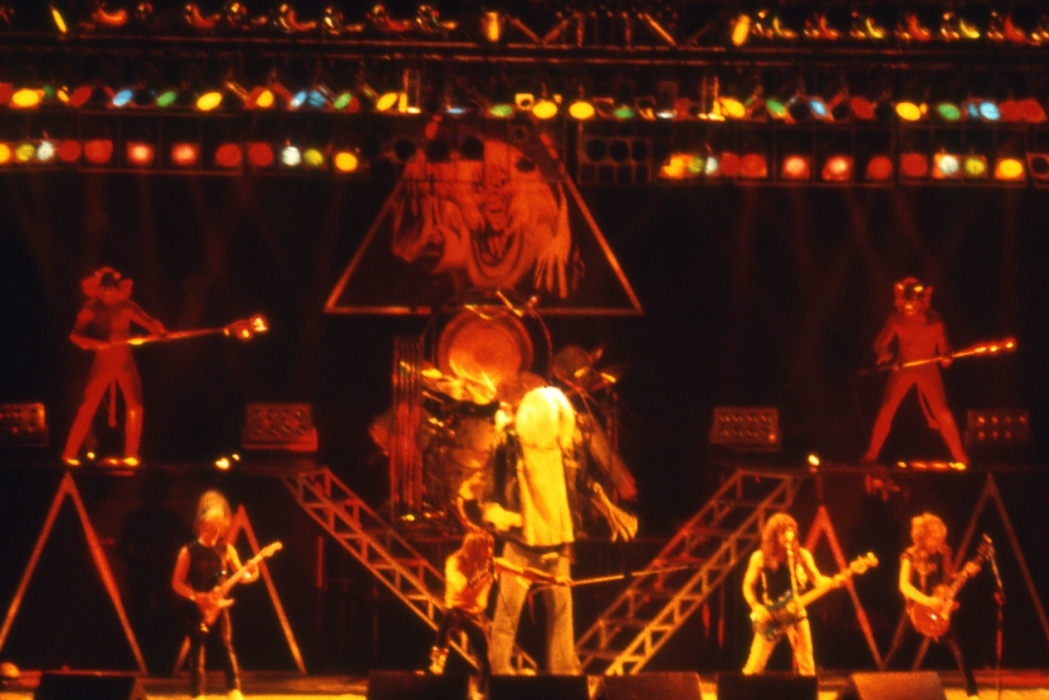
Iron Maiden w San Sebastián

Trasa „The Beast on the Road” była pierwszą w historii formacji, na potrzeby której zdecydowano się opracować konceptualną oprawę estradową. Było to całkowite przeciwieństwo wszystkich dotychczasowych, dość surowych wcieleń estradowych formacji. Scena została wyposażona w specjalne tyle podium, w centrum którego znajdował się rozbudowany zestaw perkusyjny Clive’a Burra. Ze wspomnianym podium zostały połączone specjalnymi estakadami, boczne wybiegi, otaczające centrum sceny z obu stron. Model ten, w coraz bardziej zmodyfikowanej formie pozostał podstawą konstrukcji scenicznych grupy do dziś. Wówczas jeszcze niezbyt rozbudowana estrada została udekorowana aluminiowymi, błyszczącymi trójkątami, rozstawionymi symetrycznie z tył i z obu boków sceny, zaś w jej głębi, w samym centrum – tuż nad zestawem perkusyjnym, znalazł się trójkąt zbudowany z aluminiowych ramion, wewnątrz których na czarnym tle znajdował się wizerunek maskotki grupy – Eddiego, znany z okładki promowanej płyty The Number of the Beast.
Z przodu sceny umieszczono podesty, na których przebywali muzycy, zaś z obu stron perkusyjnej platformy ustawiono rzędy schodków, odpowiednio podświetlanych czerwonymi żarówkami. Deski sceny i inne jej elementy pokryto czarnym tworzywem, nadającym całości ascetycznego, aczkolwiek nieco złowieszczego wyglądu. Nad estradą górował nowy system oświetleniowy, tylko częściowo oparty na dotychczasowej konstrukcji, złożony z ośmiu ramp, w tym czterech tworzących trójkątny układ bezpośrednio nad estradą i czterech kolejnych zawieszonych nad nią i po jej obu bokach. Zespół wykorzystywał również baterie halogenów rozstawione na obu skrzydłach podium, stroboskopy podświetlające estradę, reflektory punktowe i światła wielobarwne. W kontekście dotychczasowych rozwiązań grupy na tym polu, był to ogromny postęp. W sumie estradę oświetlało ponad 400 lamp, co pozwoliło na stworzenie barwnego show.
Po raz pierwszy w historii formacji pojawiła się trzymetrowa, mobilna lalka przedstawiająca maskotkę grupy w wersji znanej z okładki promowanego albumu. Eddie przechadzający się po scenie, zaczepiający muzyków i fanów, stał się od tej pory nieodzownym elementem każdego show, jego humorystycznym urozmaiceniem i formą zabawy z publicznością. Iron Maiden w przeciwieństwie do wielu innych zespołów tego typu, pozwolili sobie na odrobinę dystansu i swego rodzaju żarty sytuacyjne, nadające przedstawieniu charakter rozrywkowy w świecie „śmiertelnie poważnego, mrocznego” heavy metalu. Kontynuacją tego wątku było również pojawienie się na estradzie aktorów przebranych w diaboliczne uniformy i takież maski, wymachujących widłami w kierunku widowni, tancerzy zamieniających się w wilkołaki, czy tancerki „Metal Lady” prowokacyjnie i wyzywająco stymulującej widzów podczas „22, Acacia Avenue”.
Muzycy, obowiązkowo ubrani w czarne, jednolite uniformy oraz ozdobione ćwiekami pasy i kurtki, nie ukrywali faktu, iż najwyraźniej traktują całą oprawę koncertów „z przymrużeniem oka”, choć prawicowo zorientowani aktywiści religijni zwłaszcza w Stanach Zjednoczonych, bynajmniej nie podzielali tego stanowiska. Trudno w to dziś uwierzyć, jednak w 1982 roku koncerty Iron Maiden, Ozzy’ego Osbourne’a czy Black Sabbath uchodziły dla radykałów chrześcijańskich, za nie mniej obrazoburcze, niż występy blackmetalowych hord trzy dekady później. Księża błagali młodzież by ta nie uczestniczyła w „szatańskich koncertach”, niemniej jak łatwo przewidzieć, efekt tych perswazji był wprost odwrotnie proporcjonalny do zamierzonego.
Ze względu na to, iż wiele koncertów trasy Iron Maiden zagrali jako support, opisywana estrada była wykorzystywana tylko podczas 50% występów. Była to zarazem ostatnia w historii grupy trasa, podczas której Brytyjczycy otwierali występy innych artystów, już za rok sytuacja ta zmieniła się diametralnie. Oprawa trasy „The Beast on the Road” oraz wykonywany w jej ramach repertuar, stanowiły jedno z podstawowych źródeł inspiracji dla wizerunku estradowego i doboru utworów na pierwszej retrospektywnej trasie grupy „Eddie Rips Up the World Tour”.

## Daty trasy
UWAGA! w wyniku aktualizacji danych, nazwy obiektów nie muszą się pokrywać ze stanem pierwotnym, znanym z materiałów prasowych grupy.
| Data                 | Miasto                         | Kraj              | Obiekt                         |
| Europa               | Europa                         | Europa            | Europa                         |
| -------------------- | ------------------------------ | ----------------- | ------------------------------ |
| 25 lutego 1982       | Dunstable                      | Anglia            | Queensway Hall                 |
| 26 lutego 1982       | Huddersfield                   | Anglia            | University of Huddersfield     |
| 27 lutego 1982       | Wolverhampton                  | Anglia            | Wolverhampton Civic Hall       |
| 28 lutego 1982       | Hanley                         | Anglia            | Victoria Hall                  |
| 1 marca 1982         | Bradford                       | Anglia            | St George’s Hall, Bradford     |
| 3 marca 1982         | Liverpool                      | Anglia            | Royal Court Theatre            |
| 4 marca 1982         | Manchester                     | Anglia            | Manchester Apollo              |
| 5 marca 1982         | Leicester                      | Anglia            | De Montfort Hall               |
| 6 marca 1982         | Birmingham                     | Anglia            | Birmingham Odeon               |
| 8 marca 1982         | Portsmouth                     | Anglia            | Portsmouth Guildhall           |
| 9 marca 1982         | Oksford                        | Anglia            | Apollo Theatre Oxford          |
| 10 marca 1982        | Derby                          | Anglia            | Assembly Rooms                 |
| 11 marca 1982        | Bristol                        | Anglia            | Colston Hall                   |
| 12 marca 1982        | Bracknell                      | Anglia            | Leisure Centre                 |
| 14 marca 1982        | Glasgow                        | Szkocja           | The Apollo Glasgow             |
| 15 marca 1982        | Edynburg                       | Szkocja           | Edinburgh Playhouse            |
| 16 marca 1982        | Newcastle                      | Anglia            | Newcastle City Hall            |
| 17 marca 1982        | Sheffield                      | Anglia            | Sheffield City Hall            |
| 19 marca 1982        | Ipswich                        | Anglia            | Gaumont Theatre                |
| 20 marca 1982        | Londyn                         | Anglia            | Hammersmith Odeon              |
| 22 marca 1982        | Reims                          | Francja           | Palais des Sports              |
| 23 marca 1982        | Lille                          | Francja           | Palais St Sauveurs             |
| 24 marca 1982        | Paryż                          | Francja           | Pavillon Baltard               |
| 26 marca 1982        | Lyon                           | Francja           | Palais d’Hiver                 |
| 27 marca 1982        | Clermont-Ferrand               | Francja           | Clermont-Ferrand Arena         |
| 28 marca 1982        | Nicea                          | Francja           | Théatre de Verdure             |
| 30 marca 1982        | Montpellier                    | Francja           | Palais des Sports              |
| 31 marca 1982        | Tuluza                         | Francja           | Toulouse Arena                 |
| 2 kwietnia 1982      | Barcelona                      | Hiszpania         | Palau de Barcelona             |
| 3 kwietnia 1982      | Madryt                         | Hiszpania         | Madrid palacio de Deportes     |
| 4 kwietnia 1982      | San Sebastián                  | Hiszpania         | Velódromo de Anoeta            |
| 5 kwietnia 1982      | Bergerac                       | Francja           | Patinoire                      |
| 6 kwietnia 1982      | Le Mans                        | Francja           | La Rotonde                     |
| 7 kwietnia 1982      | Brest                          | Francja           | Parc des Expositions           |
| 8 kwietnia 1982      | Poitiers                       | Francja           | Arenas                         |
| 9 kwietnia 1982      | Dijon                          | Francja           | Maison des Sports              |
| 10 kwietnia 1982     | Grenoble                       | Francja           | Alp Expositions                |
| 12 kwietnia 1982     | Winterthur                     | Szwajcaria        | Stadthalle                     |
| 13 kwietnia 1982     | Strasburg                      | Francja           | Tivoli Arena                   |
| 14 kwietnia 1982     | Nancy                          | Francja           | Parc des Expositions           |
| 15 kwietnia 1982     | Miluza                         | Francja           | Salles Des Fétes               |
| 16 kwietnia 1982     | Évry                           | Francja           | Agora Arena                    |
| 17 kwietnia 1982     | Rouen                          | Francja           | Parc Des Expositions           |
| 18 kwietnia 1982     | Bruksela                       | Belgia            | Forest National                |
| 20 kwietnia 1982     | Hanower                        | Niemcy            | Niedersachsenhalle             |
| 21 kwietnia 1982     | Hamburg                        | Niemcy            | Sporthalle                     |
| 22 kwietnia 1982     | Bochum                         | Niemcy            | Ruhrlandhalle                  |
| 23 kwietnia 1982     | Würzburg                       | Niemcy            | Kurachtalhalle                 |
| 24 kwietnia 1982     | Neunkirchen am Brand           | Niemcy            | Hemmerleinhalle                |
| 26 kwietnia 1982     | Monachium                      | Niemcy            | Circus Krone Hall              |
| 27 kwietnia 1982     | Heidelberg                     | Niemcy            | Rhein-Neckar-Halle             |
| 28 kwietnia 1982     | Frankfurt                      | Niemcy            | Festhalle                      |
| 29 kwietnia 1982     | Stuttgart                      | Niemcy            | Messehalle                     |
| 30 kwietnia 1982     | Düsseldorf                     | Niemcy            | Philipshalle                   |
| 1 maja 1982          | Amsterdam                      | Holandia          | Jaap Eden Arena                |
| Ameryka Północna     |                                |                   |                                |
| 11 maja 1982         | Flint, Michigan                | Stany Zjednoczone | Perani Arena                   |
| 13 maja 1982         | Grand Rapids, Michigan         | Stany Zjednoczone | Welsh Auditorium               |
| 14 maja 1982         | Detroit, Michigan              | Stany Zjednoczone | Cobo Hall                      |
| 15 maja 1982         | Kalamazoo, Michigan            | Stany Zjednoczone | Wings Stadium                  |
| 16 maja 1982         | Fort Wayne, Indiana            | Stany Zjednoczone | Allen Coliseum                 |
| 18 maja 1982         | Toledo, Ohio                   | Stany Zjednoczone | Acron Arena                    |
| 20 maja 1982         | Cincinnati, Ohio               | Stany Zjednoczone | Cincinnati Gardens             |
| 21 maja 1982         | Louisville, Kentucky           | Stany Zjednoczone | Memorial Auditorium            |
| 22 maja 1982         | Richfield, Ohio                | Stany Zjednoczone | Richfield Coliseum             |
| 23 maja 1982         | Indianapolis, Indiana          | Stany Zjednoczone | Indiana Center                 |
| 25 maja 1982         | Merrillville, Indiana          | Stany Zjednoczone | Star Plaza Amphitheatre        |
| 26 maja 1982         | Davenport, Iowa                | Stany Zjednoczone | Palmer Auditorium              |
| 29 maja 1982         | Des Moines, Iowa               | Stany Zjednoczone | Fairgrounds Grandstand         |
| 1 czerwca 1982       | Atlanta, Georgia               | Stany Zjednoczone | Omni Coliseum                  |
| 2 czerwca 1982       | Nashville, Tennessee           | Stany Zjednoczone | Nashville Municipal Auditorium |
| 4 czerwca 1982       | Birmingham, Alabama            | Stany Zjednoczone | Boutwell Auditorium            |
| 5 czerwca 1982       | Huntsville, Alabama            | Stany Zjednoczone | Von Braun Center               |
| 7 czerwca 1982       | Knoxville, Tennessee           | Stany Zjednoczone | Knoxville Coliseum             |
| 8 czerwca 1982       | Columbus, Georgia              | Stany Zjednoczone | Municipal Auditorium           |
| 9 czerwca 1982       | Tallahassee, Floryda           | Stany Zjednoczone | Tallahassee-Leon Center        |
| 11 czerwca 1982      | Memphis, Tennessee             | Stany Zjednoczone | Mid-South Coliseum             |
| 12 czerwca 1982      | Jackson, Tennessee             | Stany Zjednoczone | Jackson Coliseum               |
| 15 czerwca 1982      | Little Rock, Arkansas          | Stany Zjednoczone | Barton Coliseum                |
| 16 czerwca 1982      | Tulsa, Oklahoma                | Stany Zjednoczone | Tulsa Convention Center        |
| 18 czerwca 1982      | Shreveport, Luizjana           | Stany Zjednoczone | Hirsch Memorial Coliseum       |
| 19 czerwca 1982      | Norman, Oklahoma               | Stany Zjednoczone | Lloyd Noble Center             |
| 22 czerwca 1982      | Ottawa, Ontario                | Kanada            | Ottawa Arena                   |
| 23 czerwca 1982      | Toronto, Ontario               | Kanada            | Massey Hall                    |
| 24 czerwca 1982      | Kingston, Ontario              | Kanada            | Kingston Memorial Centre       |
| 25 czerwca 1982      | Quebec, Quebec                 | Kanada            | Colisée de Québec              |
| 26 czerwca 1982      | Montreal, Quebec               | Kanada            | Verdun Auditorium              |
| 29 czerwca 1982      | Nowy Jork                      | Stany Zjednoczone | Palladium                      |
| 30 czerwca 1982      | Glen Cove, Nowy Jork           | Stany Zjednoczone | North Stage Theater            |
| 2 lipca 1982         | Chicago, Illinois              | Stany Zjednoczone | Circus Pavilion                |
| 3 lipca 1982         | Buffalo, Nowy Jork             | Stany Zjednoczone | Rich Stadium                   |
| 4 lipca 1982         | East Troy, Wisconsin           | Stany Zjednoczone | Alpine Valley Amphitheatre     |
| 6 lipca 1982         | Danville, Illinois             | Stany Zjednoczone | David S. Palmer Arena          |
| 7 lipca 1982         | Cedar Rapids, Iowa             | Stany Zjednoczone | Five Seasons Center            |
| 9 lipca 1982         | St. Louis, Missouri            | Stany Zjednoczone | Kiel Auditorium                |
| 10 lipca 1982        | Kansas City, Missouri          | Stany Zjednoczone | Soldiers & Sailors Auditorium  |
| 11 lipca 1982        | Des Moines, Iowa               | Stany Zjednoczone | Iowa Grandstand                |
| 14 lipca 1982        | Salt Lake City, Utah           | Stany Zjednoczone | Salt Palace                    |
| 16 lipca 1982        | Seattle, Waszyngton            | Stany Zjednoczone | Hec Edmundson Stadium          |
| 17 lipca 1982        | Anaheim, Kalifornia            | Stany Zjednoczone | Anaheim Stadium                |
| 18 lipca 1982        | Oakland, Kalifornia            | Stany Zjednoczone | Oakland Coliseum               |
| 20 lipca 1982        | Victoria, Kolumbia Brytyjska   | Kanada            | Victoria Memorial Arena        |
| 21 lipca 1982        | Vancouver, Kolumbia Brytyjska  | Kanada            | Pacific Coliseum               |
| 23 lipca 1982        | Edmonton, Alberta              | Kanada            | Kinsmen Coliseum               |
| 24 lipca 1982        | Calgary, Alberta               | Kanada            | Max Bell Arena                 |
| 26 lipca 1982        | Regina, Saskatchewan           | Kanada            | Agridome                       |
| 27 lipca 1982        | Winnipeg, Manitoba             | Kanada            | Winnipeg Arena                 |
| 28 lipca 1982        | Fargo, Dakota Północna         | Stany Zjednoczone | Bison Sports Arena             |
| 30 lipca 1982        | Bloomington, Minnesota         | Stany Zjednoczone | Met Center                     |
| 31 lipca 1982        | Springfield, Illinois          | Stany Zjednoczone | Prairie Capital Center         |
| 1 sierpnia 1982      | Indianapolis, Indiana          | Stany Zjednoczone | Auditorium Stadium             |
| 3 sierpnia 1982      | Richfield, Minnesota           | Stany Zjednoczone | Richfield Stadium              |
| 4 sierpnia 1982      | Columbus, Ohio                 | Stany Zjednoczone | Ohio Stadium                   |
| 5 sierpnia 1982      | Chicago, Illinois              | Stany Zjednoczone | Cominsky Park                  |
| 6 sierpnia 1982      | Louisville, Kentucky           | Stany Zjednoczone | Louisville Gardens             |
| 7 sierpnia 1982      | Toledo, Ohio                   | Stany Zjednoczone | Toledo Sports Arena            |
| 8 sierpnia 1982      | Memphis, Tennessee             | Stany Zjednoczone | Auditorium North Hall          |
| 10 sierpnia 1982     | Beaumont, Teksas               | Stany Zjednoczone | Beaumont Civic Center          |
| 11 sierpnia 1982     | Corpus Christi, Teksas         | Stany Zjednoczone | Memorial Coliseum              |
| 13 sierpnia 1982     | Houston, Teksas                | Stany Zjednoczone | The Summit                     |
| 14 sierpnia 1982     | Dallas, Teksas                 | Stany Zjednoczone | Reunion Arena                  |
| 16 sierpnia 1982     | San Antonio, Teksas            | Stany Zjednoczone | Convention Center Arena        |
| 17 sierpnia 1982     | Odessa, Teksas                 | Stany Zjednoczone | Ector County Coliseum          |
| 18 sierpnia 1982     | El Paso, Texas                 | Stany Zjednoczone | El Paso County Coliseum        |
| Europa               |                                |                   |                                |
| 25 sierpnia 1982     | Chippenham                     | Anglia            | Gold Diggers Club              |
| 26 sierpnia 1982     | Poole                          | Anglia            | Arts Centre                    |
| 28 sierpnia 1982     | Reading                        | Anglia            | Little John’s Farm             |
| Ameryka Północna     |                                |                   |                                |
| 1 września 1982      | Long Beach, Kalifornia         | Stany Zjednoczone | Long Beach Arena               |
| 3 września 1982      | Sacramento, Kalifornia         | Stany Zjednoczone | Memorial Auditorium            |
| 4 września 1982      | Oakland, Kalifornia            | Stany Zjednoczone | Oakland Stadium                |
| 5 września 1982      | Reno, Nevada                   | Stany Zjednoczone | Mackay Stadium                 |
| 7 września 1982      | Boise, Idaho                   | Stany Zjednoczone | BSU Stadium                    |
| 9 września 1982      | Seattle, Waszyngton            | Stany Zjednoczone | Seattle Coliseum               |
| 11 września 1982     | Portland, Oregon               | Stany Zjednoczone | Memorial Coliseum              |
| 12 września 1982     | Portland, Oregon               | Stany Zjednoczone | Memorial Coliseum              |
| 14 września 1982     | St. Louis, Missouri            | Stany Zjednoczone | Kiel Auditorium                |
| 15 września 1982     | Kansas City, Kansas            | Stany Zjednoczone | Municipal Auditorium           |
| 16 września 1982     | Lincoln, Nebraska              | Stany Zjednoczone | Pershing Center                |
| 17 września 1982     | Bloomington, Indiana           | Stany Zjednoczone | Met Center                     |
| 19 września 1982     | Rockford, Illinois             | Stany Zjednoczone | Rockford MetroCentre           |
| 21 września 1982     | Chicago, Illinois              | Stany Zjednoczone | International Amphitheatre     |
| 22 września 1982     | Richfield, Minnesota           | Stany Zjednoczone | Richfield Coliseum             |
| 23 września 1982     | Trotwood, Ohio                 | Stany Zjednoczone | Hara Arena                     |
| 25 września 1982     | Detroit, Michigan              | Stany Zjednoczone | Cobo Hall                      |
| 26 września 1982     | Kalamazoo, Michigan            | Stany Zjednoczone | Wings Stadium                  |
| 28 września 1982     | Huntington, Wirginia Zachodnia | Stany Zjednoczone | Huntington Center              |
| 29 września 1982     | Columbus, Ohio                 | Stany Zjednoczone | Battelle Arena                 |
| 1 października 1982  | Worcester, Massachusetts       | Stany Zjednoczone | The Centrum                    |
| 2 października 1982  | Nowy Jork                      | Stany Zjednoczone | Madison Square Garden          |
| 3 października 1982  | Harrisburg, Pensylwania        | Stany Zjednoczone | City Island Park               |
| 6 października 1982  | Portland, Maine                | Stany Zjednoczone | Cumberland Center              |
| 7 października 1982  | Providence, Rhode Island       | Stany Zjednoczone | Providence Center              |
| 8 października 1982  | Glens Falls, Nowy Jork         | Stany Zjednoczone | Glens Falls Center             |
| 9 października 1982  | New Haven, Connecticut         | Stany Zjednoczone | New Haven Coliseum             |
| 11 października 1982 | Binghamton, Nowy Jork          | Stany Zjednoczone | Broome County Arena            |
| 12 października 1982 | Filadelfia, Pensylwania        | Stany Zjednoczone | Spectrum Arena                 |
| 13 października 1982 | Pittsburgh, Ohio               | Stany Zjednoczone | Pittsburgh Arena               |
| 15 października 1982 | Buffalo, Nowy Jork             | Stany Zjednoczone | Buffalo Memorial Auditorium    |
| 16 października 1982 | Syracuse, Nowy Jork            | Stany Zjednoczone | Onondaga Center                |
| 17 października 1982 | Landover, Maryland             | Stany Zjednoczone | Capital Centre                 |
| 19 października 1982 | Baltimore, Maryland            | Stany Zjednoczone | Baltimore Center               |
| 20 października 1982 | Salisbury, Maryland            | Stany Zjednoczone | Wicomico Youth Center          |
| 21 października 1982 | Norfolk, Wirginia              | Stany Zjednoczone | Norfolk Scope                  |
| 22 października 1982 | East Rutherford, New Jersey    | Stany Zjednoczone | Brendan Byrne Arena            |
| 23 października 1982 | Rochester, Nowy Jork           | Stany Zjednoczone | Rochester Center               |
| Australia            |                                |                   |                                |
| 7 listopada 1982     | Sydney                         | Australia         | Horden Pavilion                |
| 8 listopada 1982     | Sydney                         | Australia         | Horden Pavilion                |
| 9 listopada 1982     | Newcastle                      | Australia         | Civic Theatre                  |
| 12 listopada 1982    | Adelaide                       | Australia         | Adelaide Showgrounds           |
| 14 listopada 1982    | Melbourne                      | Australia         | Palais Theatre                 |
| 15 listopada 1982    | Melbourne                      | Australia         | Palais Theatre                 |
| 16 listopada 1982    | Brisbane                       | Australia         | Brisbane Entertainment Center  |
| 19 listopada 1982    | Canberra                       | Australia         | Canberra Stadium               |
| 20 listopada 1982    | Sydney                         | Australia         | Sydney Showgrounds             |
| 21 listopada 1982    | Sydney                         | Australia         | Sydney Showgrounds             |
| Azja                 |                                |                   |                                |
| 26 listopada 1982    | Tokio                          | Japonia           | Nakano Sun Plaza Hall          |
| 27 listopada 1982    | Tokio                          | Japonia           | Nakano Sun Plaza Hall          |
| 29 listopada 1982    | Osaka                          | Japonia           | Festival Hall                  |
| 30 listopada 1982    | Kioto                          | Japonia           | Kyoto Arena                    |
| 1 grudnia 1982       | Nagoja                         | Japonia           | Nagoya Civic Arena             |
| 2 grudnia 1982       | Tokio                          | Japonia           | Shibuya Arena                  |
| 4 grudnia 1982       | Tokio                          | Japonia           | Shibuya Arena                  |
| 7 grudnia 1982       | Sapporo                        | Japonia           | Sapporo Arena                  |
| 8 grudnia 1982       | Sapporo                        | Japonia           | Sapporo Arena                  |
| 10 grudnia 1982      | Niigata                        | Japonia           | Niigata Prefectural KNH        |